# Muzeum Queenslandu
Muzeum Queenslandu (ang. Queensland Museum) – państwowe muzeum stanu Queensland, poświęcone historii naturalnej, dziedzictwu kulturowemu, nauce i osiągnięciom człowieka. Muzeum oprócz siedziby głównej i głównej wystawy w South Brisbane, ma również specjalistyczne filie muzealne zlokalizowane w North Ipswich w Ipswich, a także w Toowoomba oraz Townsville.
Muzeum jest finansowane przez rząd Queenslandu. Od 1987 placówka przyznaje Medal Muzeum Queenslandu. 

## Historia
Muzeum Queenslandu zostało założone przez Towarzystwo Filozoficzne Queenslandu 20 stycznia 1862 r. Jednym z głównych założycieli był Charles Coxen. Muzeum miało kilka tymczasowych lokacji w Brisbane w stanie Queensland w Australii: The Old Windmill (1862–1869), Parlament (1869–1873) i Pocztę Główną (1873–1879). Rząd Queenslandu wybudował siedzibę dla muzeum przy William Street (później przemianowaną na John Oxley State Library): muzeum przeniosło się tam w 1879 roku na 20 lat. W 1899 roku Muzeum Queenslandu przeniesiono na 86 lat do Hali Wystaw (obecnie nazywanej Starym Muzeum) przy Gregory Terrace na przedmieściach Brisbane w Bowen Hills. 
Pierwszym kuratorem - od 1872 r. - był Karl Theodor Staiger.

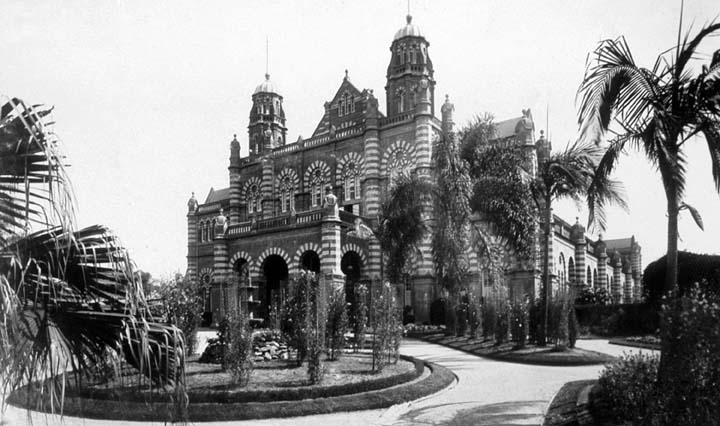
Old Museum Building w 1926 r. - dawna siedziba Muzeum Queenslandu

W 1986 roku Muzeum Queensland przeprowadziło się do Queensland Cultural Centre w South Bank Brisbane, gdzie sąsiaduje z Queensland Art Gallery. Zarówno tunel, jak i kładka dla pieszych łączą budynki Muzeum i Galerii Sztuki z Queensland Performing Arts Centre. W 2004 roku do mostu dodano trzy windy, aby zapewnić dostęp do peronów dworca autobusowego Centrum Kultury. Przed windą środkową znajduje się duża rzeźba Cykady.

## Repatriacja szczątków ludzkich i obiektów zawłaszczonych
Program Muzeum dotyczący zwrotu i ponownego pochowania szczątków przodków i dóbr kultury należących do rdzennych Australijczyków, które były zbierane przez muzeum w latach 1870–1970, jest realizowany od lat 70. XX wieku. Od listopada 2018 r. Muzeum przechowywało szczątki 660 Aborygenów i mieszkańców wysp z Cieśniny Torresa w specjalnym „tajnym świętym pokoju” na piątym piętrze.

## Galeria

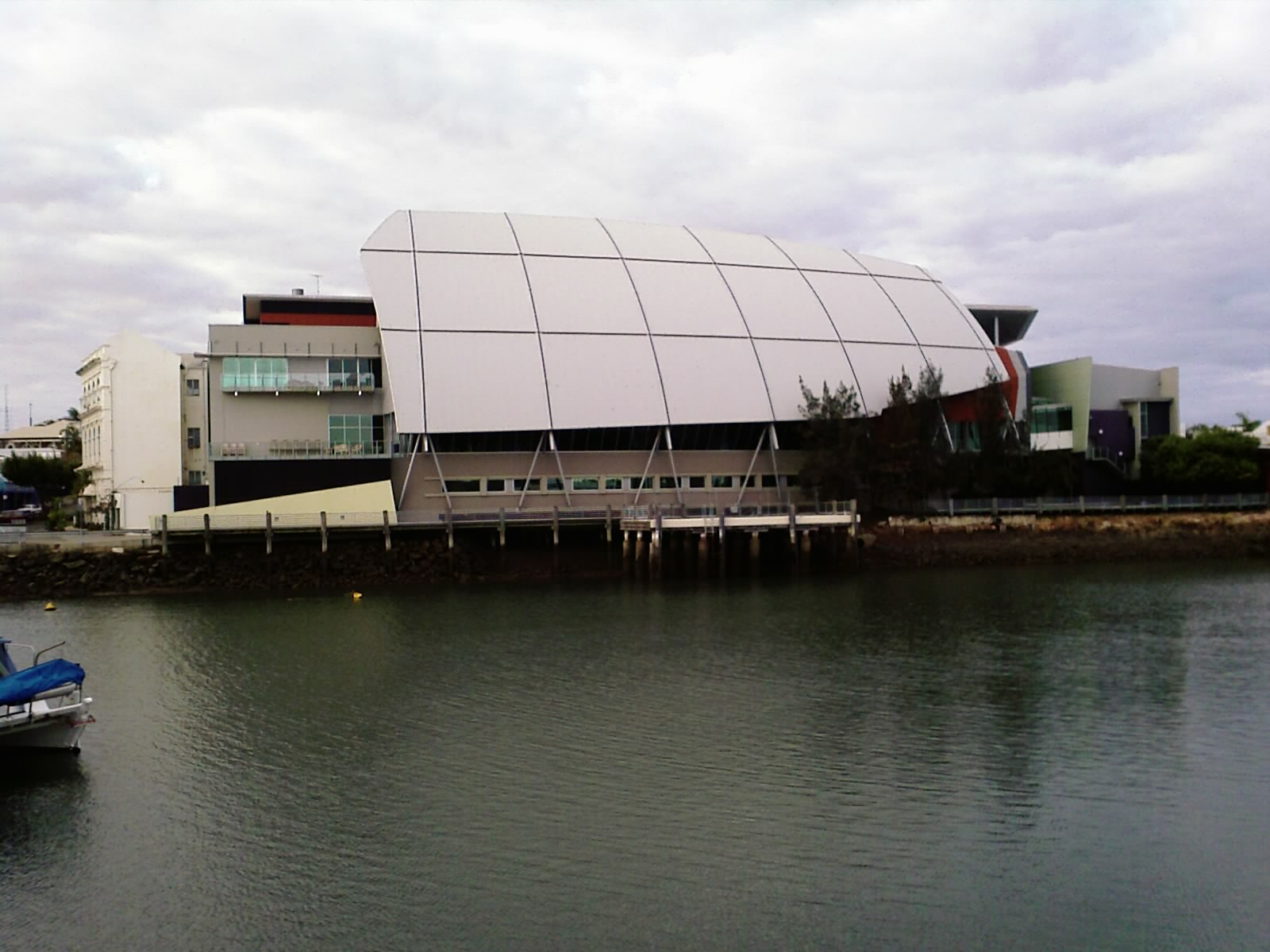
Museum of Tropical Queensland - filia Muzeum Queenslandu
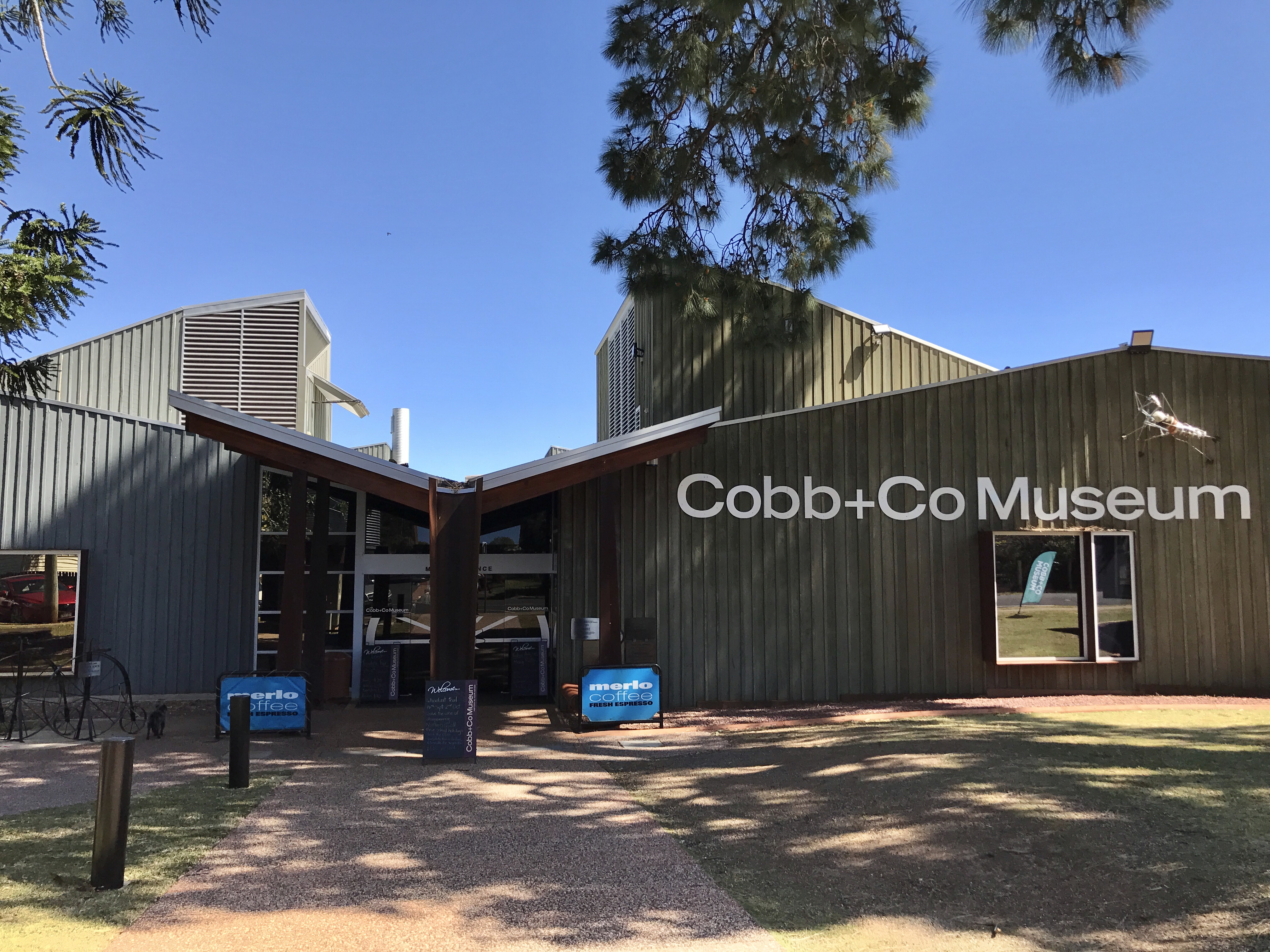
Cobb & Co Museum - filia Muzeum Queenslandu
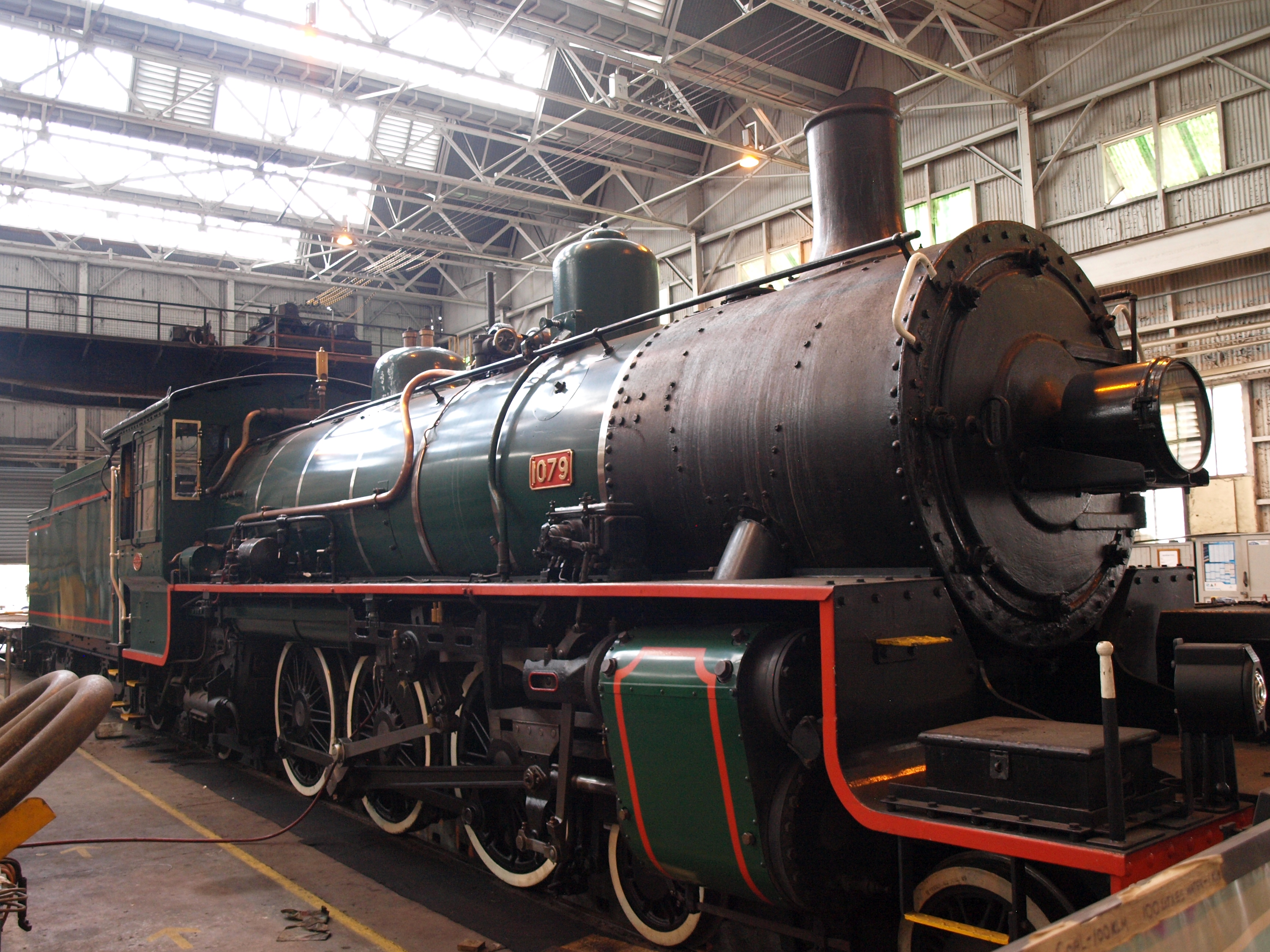
Workshops Rail Museum - filia Muzeum Queenslandu
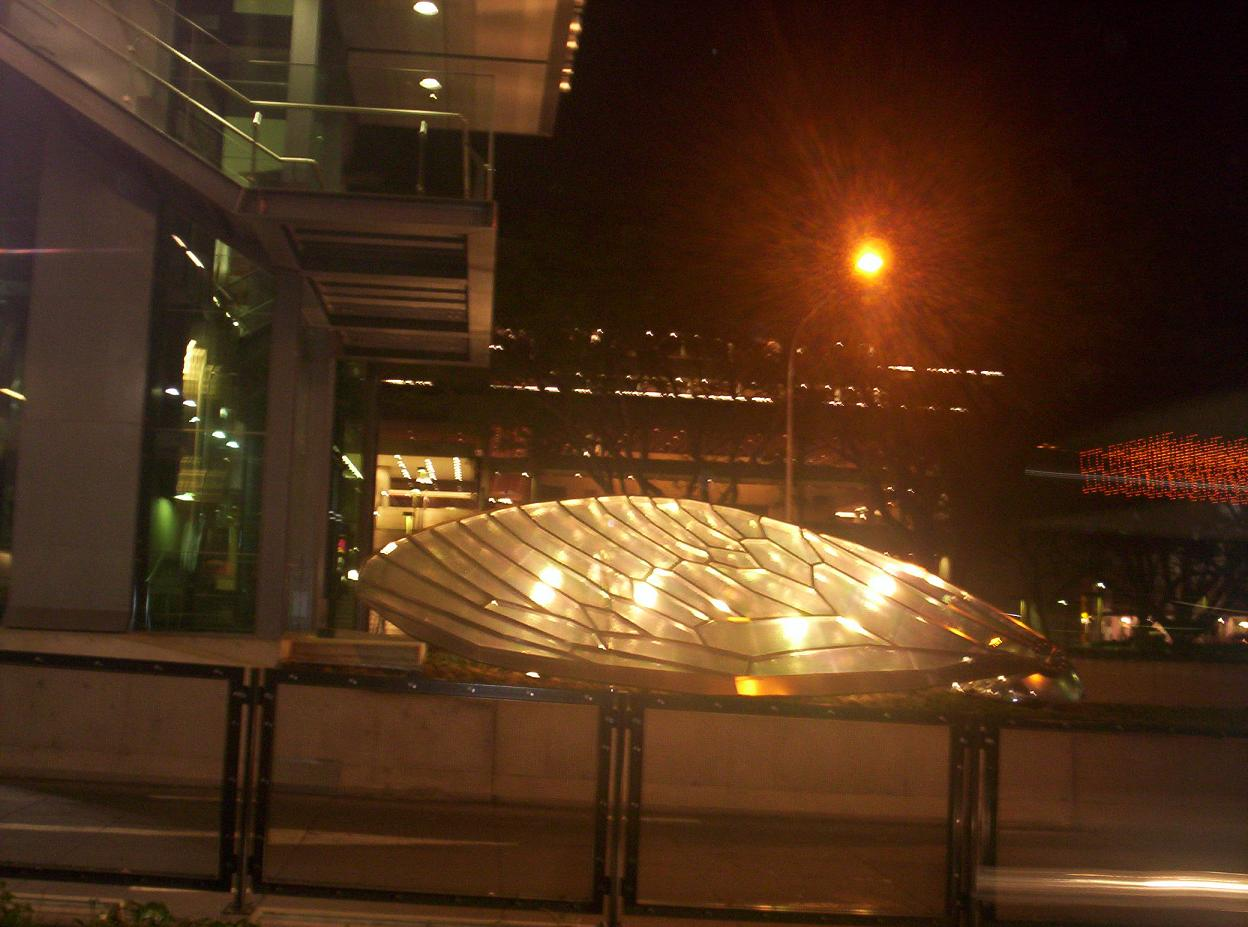
Rzeźba cykady przed główną siedzibą Muzeum Queenslandu
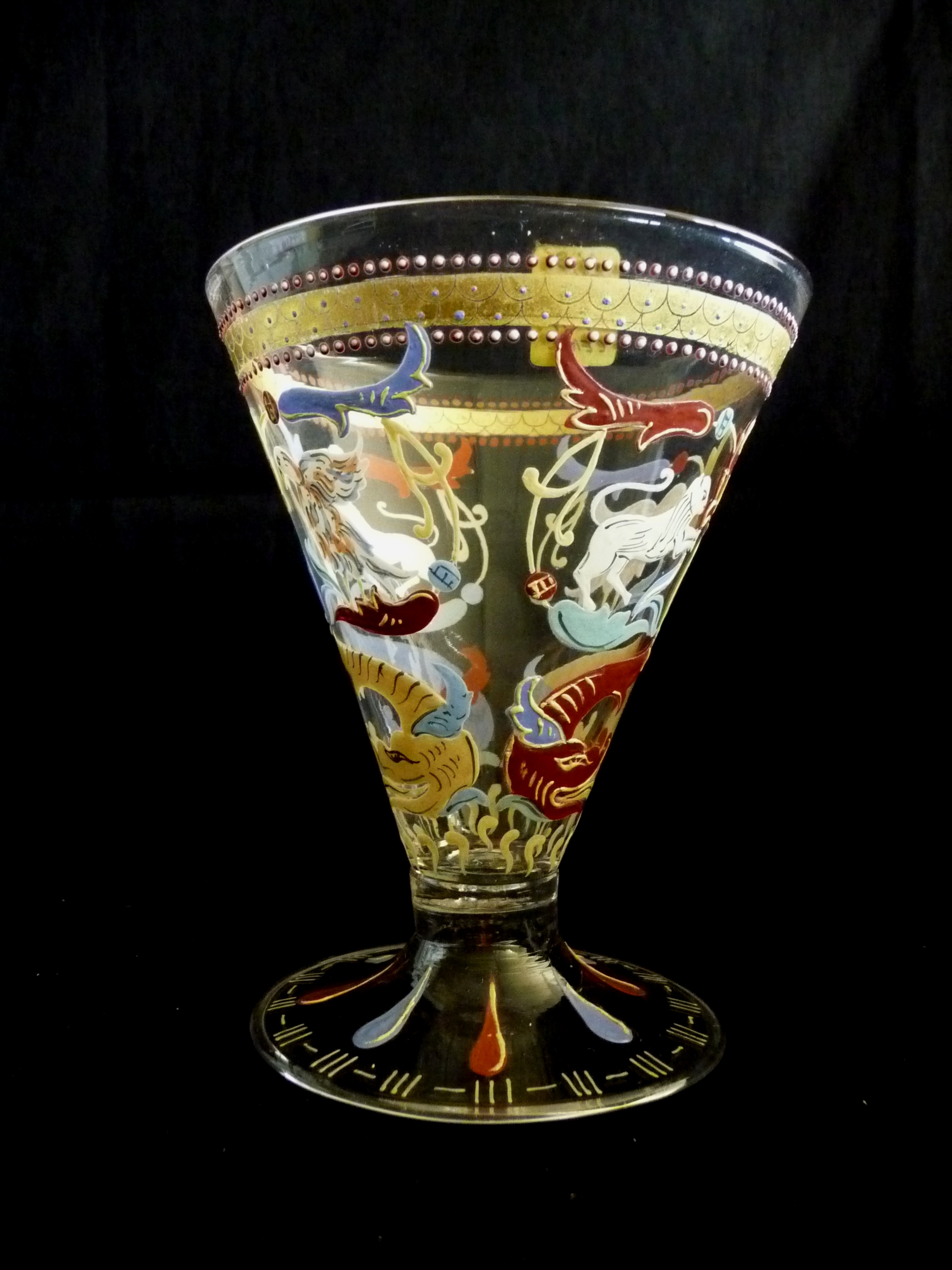
Włoskie naczynie z XIX w. - kolekcja Muzeum Queenslandu